# Westover Plantation
Westover Plantation is een landhuis in Charles City County in de Amerikaanse staat Virginia, langs de oever van de James River. Het werd gebouwd rond 1736 in opdracht van de schrijver, onderzoeker en politicus William Byrd II, in georgiaanse architectuur. De architect is onbekend.
Het ontwerp is geïnspireerd op een Engels landhuis, genaamd Drayton Court. Het heeft een sobere strenge uitstraling. Het is extra hoog, met hoge schoorstenen zodat het van veraf al zichtbaar is. Het gebouw bestaat uit een middenstuk en twee zijvleugels. Destijds was in een van deze vleugels een bibliotheek met vierduizend boeken ondergebracht (destijds de grootste bibliotheek van Virginia) maar deze brandde af tijdens de Amerikaanse Burgeroorlog en werd in 1900 herbouwd. Verder heeft het een ontvangstruimte bekleed met Italiaans marmer en een grote zaal bekleed met mahoniehout. Onder het gebouw is een labyrint waar Byrd zijn wijnen opsloeg en dat als schuilplaats kon dienen als het huis aangevallen werd.
In 1960 werd het gebouw een National Historic Landmark.